# Заводоуспенское
Заводоуспе́нское — посёлок (до 2004 г. — рабочий посёлок) в Тугулымском городском округе Свердловской области. Употребляются также названия Заводоуспе́нский или Заводоуспе́нка.

## История
В 1760 году поверенный Максима Походяшина подаёт донесение в Канцелярию главного правления заводов:
… для государственной и всенародной пользы, обысканы коштом ево в Тюменском уезде на речке Айбе, впадшей в речку Балду, а оная Балда впала с правой стороны в реку Пышму, от устья оной Айбы примером в пятнадцати верстах, поблизости деревни Земляной, где разстояния не более трех верст, к построению железовододействуемого завода удобное место. И неподалёку оного места железной руды прииски. При котором для строения, произведения и содержания того завода лесов и прочего оказывается довольно…
Но вскоре выясняется, что для «железовододействуемого» завода сил Айбы недостаточно, да и количество «благонадёжных» приисков железной руды оказалось гораздо меньше, чем предполагалось.

В 1769—1770 годах Василий Походяшин, старший сын Максима Михайловича Походяшина выиграл торги на четыре года поставки вина по всей Тобольской губернии, для чего начинает строительство нового винокуренного завода. В своём письме в январе 1770 года тобольскому епископу Варлааму он писал:
Имею я намерение при вновь строящемся моем тюменского ведомства винокуренном заводе построить вновь деревянную собственным своим коштом церковь. Которой завод расстоянием от города Тюмени в 55 или в 60 верстах жителей же заводских ныне на первый случай уже состоит до ста душ, а впредь ещё несравненно умножатся и населяться домами будут…
По названию новой церкви и строящийся винокуренный завод был назван Успенским.
Почему винокуренный завод Василия Походяшина был построен на месте, где М. М. Походяшин предполагал строить металлургический завод, пока не ясно.
В 1835 году была построена каменная двухпрестольная церковь. Её главный храм был освящён в честь Успения Божией Матери, а придел — во имя святителя Иоанна Златоуста.
В 1791 году завод был продан казне, и сюда стали ссылать каторжан. В XIX веке на месте винокуренного завода была построена Успенская бумажная фабрика. Бумажная фабрика успешно функционировала и в советский период.
В июне 1941 года Заводоуспенское получило статус рабочего посёлка.

## География
Посёлок расположен на крайнем юго-востоке области, в 45 километрах к юго-востоку от железнодорожной станции Тугулым (на линии Екатеринбург — Тюмень), при впадении реки Айбы в реку Балду (приток Пышмы).

### Природа и климат
Территория вокруг посёлка входит в лесостепную зону. Преобладают боры, берёзовые рощи и берёзово-осиновые колки. По опушкам боярышник, смородина.
Животный мир представлен волками, лисицами, енотовидными собаками, можно встретить медведя, рысь, росомаху, барсука, куницу, горностая, колонка, норку, зайца, бобров, кротов, косулю, кабана. В окрестностях много птицы, встречаются гуси, утки, глухарь, тетерев, рябчик, перепел, коростель, лысуха, чибис, бекас, дупель, гаршнеп, вальдшнеп, голуби, горлица обыкновенная.
Климат континентальный. Характерна резкая смена погоды.

### Часовой пояс
Посёлок Заводоуспенское, как и вся Свердловская область, находится в часовой зоне МСК+2. Смещение применяемого времени относительно UTC составляет +5:00.

## Население
| 1959 | 1970  | 1979  | 1989  | 2002  | 2010  |
| ---- | ----- | ----- | ----- | ----- | ----- |
| 4736 | ↘3430 | ↘3070 | ↘2529 | ↘1465 | ↘1285 |

| 1918 | 1926 |
| ---- | ---- |
| 1904 | 1450 |

## Образование
До революции 1917 года в селе функционировало две школы: 1 и 2 классы — казённая, а 3 и 4 классы — частная, которая была создана при поддержке владельца бумажной фабрики Ятеса. Последняя размещалась в доме Тимофея Ивановича Кривошеина, где преподавала его дочь Августа Тимофеевна  Рычкова (урождённая Кривошеина), награждённая за заслуги в области просвещения в конце 1940-х годов орденом Ленина.
А. Т. Кривошеина, после окончания гимназии была распределена в школу близ села Покровское. Однако, был запущен слух об интересе Г. Е. Распутина к молодым учительницам. Вместе со своей подругой - учительницей из села Покровское, А. Т. Кривошеина сбежала в родное село и её отец пошёл с ходатайством к Ятесу, который положительно решил вопрос об образовании частной школы, дав собственные средства на её организацию.
В посёлке действуют:
- Заводоуспенская средняя общеобразовательная школа № 23[14].
- Заводоуспенский детский дом[15].

Профессиональных учебных заведений нет.

## Связь и телекоммуникации
В 1965 году на Шороховской горе началось строительство ретрансляционной вышки радиорелейной системы Р-600 (Р-600М, Р-600-МВ, «Рассвет-2»). Около вышки в специальном помещении располагался усилитель Р-600. Станция была частью линии Варгаши — Коммунар — Заводоуспенка — Тюмень и в этом качестве проработала около 20 лет. В 2000-х на вышке было установлено оборудование сотовой связи.

### Сотовая связь
На начало сентября 2009 года в посёлке присутствуют операторы сотовой связи: «МегаФон» и «Мотив».

## Культура
В конце XIX века в Заводоуспенском побывал, прожив там три дня, выдающийся русский писатель Д. Н. Мамин-Сибиряк, посвятив этому путешествию рассказ «Последние клейма». К моменту посещения писателя сохранилось заколоченное деревянное здание бывшей каторги.

## Известные уроженцы
- Быков, Александр Фёдорович — Заслуженный изобретатель РСФСР[источник не указан 3694 дня], кандидат технических наук, специалист в области авиационного моторостроения, автор книг и научных публикаций[16].
- Пьянков, Михаил Иванович — полный кавалер ордена Славы.
- Фёдорова, Лариса Фёдоровна — советская поэтесса и прозаик[17], супруга советского поэта В.Д. Федорова.
- Соковнин Виктор Александрович, оперный певец и педагог[18].

## Промышленность
До 1993 года в посёлке действовала Успенская бумажная фабрика.

## Транспорт
Только по нечетным дням в посёлок ходит рейсовый автобус № 784 Тюмень — Тугулым — Заводоуспенка.
К фабрике подходила торфовозная узкоколейная железная дорога Заводоуспенское — Чистое. После остановки производства дорога разграблена.